# کوداما یوشیئو
کوداما یوشیئو (به ژاپنی: 児玉 誉士夫, Kodama Yoshio); ۱۸ فوریهٔ ۱۹۱۱ – ۱۷ ژانویهٔ ۱۹۸۴) سیاستمدار اهل ژاپن بود. یک وطن‌پرست افراطی و چهره برجسته در ظهور جرایم سازمان یافته در ژاپن بود. معروف‌ترین «کوروماکو» کارچاق‌کن (جرم)، یا دلال قدرت در پشت صحنه، در قرن بیستم، او از دهه ۱۹۳۰ تا ۱۹۷۰ در صحنه سیاسی ژاپن و دنیای جنایی فعال بود.